# Latkowo (gromada)
Latkowo (od 31 XII 1961 Szadłowice) – dawna gromada, czyli najmniejsza jednostka podziału terytorialnego Polskiej Rzeczypospolitej Ludowej w latach 1954–1972.
Gromady, z gromadzkimi radami narodowymi (GRN) jako organami władzy najniższego stopnia na wsi, funkcjonowały od reformy reorganizującej administrację wiejską przeprowadzonej jesienią 1954 do momentu ich zniesienia z dniem 1 stycznia 1973, tym samym wypierając organizację gminną w latach 1954–1972.
Gromadę Latkowo z siedzibą GRN w Latkowie utworzono – jako jedną z 8759 gromad na obszarze Polski – w powiecie inowrocławskim w woj. bydgoskim, na mocy uchwały nr 24/7 WRN w Bydgoszczy z dnia 5 października 1954. W skład jednostki weszły obszary dotychczasowych gromad Latkowo, Orłowo, Szadłowice i Więcławice ze zniesionej gminy Inowrocław-Wschód w tymże powiecie. Dla gromady ustalono 23 członków gromadzkiej rady narodowej.
31 grudnia 1961 do gromady Latkowo włączono wieś Słońsk z gromady Marcinkowo w tymże powiecie, po czym gromadę Latkowo zniesiono przez przeniesienie siedziby GRN z Latkowa do Szadłowic i zmianę nazwy jednostki na gromada Szadłowice.